# 핀과 제이크의 어드벤처 타임 시즌 4
《핀과 제이크의 어드벤처 타임》의 네 번째 시즌은 2012년 4월 2일부터 10월 22일까지 미국 카툰 네트워크에서 방영되었다. 프레드레이터 스튜디오와 카툰 네트워크 스튜디오에서 제작한 이 작품은 종말 이후의 세상인 우 랜드에서 사는 인간 소년 핀과, 마법의 힘으로 몸의 크기와 모양을 자유자재로 변화시킬 수 있는 개 제이크의 모험을 다루고 있다.
이번 시즌 제작 중, 워드와 작가진들은 지난 시즌보다 더 다양한 이야기를 쓰기 위해 "시즌 4 우울증"이라고 이름 붙인 슬럼프를 극복해내야만 했다. 시즌 4에서는 스토리보드 작가로 콜 산체스, 리베카 슈거, 톰 허피치, 스카일러 페이지, 아코 카스투에라, 제시 모이니핸, 윤대주, 솜빌레이 제이어폰, 스티브 울프하드가 제작에 참여하였다.
첫 화 〈Hot to the Touch〉는 265만 5천 명의 시청자 수를 기록하며 지난 시즌 첫 화에 비해 소폭 감소세를 보였다. 마지막 화 〈The Lich〉는 258만 9천 명을 기록하였다. 이번 시즌은 대체로 긍정적인 평가를 받았는데, 4편의 에피소드가 애니상 후보에 지명되었으며 〈Card Wars〉는 골든 릴 어워드를 수상하였다. DVD와 블루레이는 2014년 10월 7일 발매되었다.

## 개발

### 설정
이 작품은 종말 이후의 세상인 우 랜드에서 살고 있는 인간 소년 핀과, 마법의 힘으로 몸의 크기와 모양을 자유자재로 변화할 수 있는 개 제이크의 모험을 다루고 있다. 그 외 주요 등장인물로는 버블검 공주, 얼음 대왕, 뱀파이어 여왕 마르셀린 등이 있다. 주된 에피소드 전개로는 핀과 제이크가 이상한 생명체를 조사하거나 얼음 대왕으로부터 공주들을 보호하고, 다른 이들을 돕기 위해 괴물들을 무찌르는 이야기가 있다. 몇몇 에피소드는 불꽃 공주를 향한 핀의 사랑을 다루고 있다. 이 시즌의 주요 스토리로는 핀과 불꽃 공주와의 로맨스와 엔카이리디언을 이용하여 다중 포탈을 열어 멀티버스 속 생명체를 멸종시키려는 리치의 이야기가 있다.

### 제작
2011년 4월 6일, 에릭 호먼(Eric Homan)은 프레드레이터 스튜디오의 공식 블로그를 통해 시즌 4 제작에 대해서는 "부정도 긍정도 할 수 없다고" 말하면서도 "만약 시즌 4가 계획되어 있다면 (...) 각본 작업은 다음 주 중으로 시작할 것이다."라고 밝혔다. 2011년 4월 8일 워드는 시즌 3의 스토리보드 작업이 거의 완료되면서 제작진 대부분이 시즌 4 작업으로 넘어갔다고 공식적으로 밝혔다. 제작 번호에 따르면 처음 제작이 시작된 에피소드는 〈Five Short Graybles〉이지만 해당 에피소드는 두 번째로 방영되었다.
펜들턴 워드와 작품의 수석 작가인 켄트 오즈본은 “이미 너무 많은 ‘좋은’ 생각들을 써버려서” 새로운 에피소드를 만드는 것이 힘이 들었다고 밝혔다. 오즈본은 이 때의 슬럼프를 ‘시즌 4 우울증’이라고 표현하였다. 워드는 이에 대해 “여전히 이상하고 흥미로운 이야기들이 많이 나오고 있으나, 조금 더 힘들어졌을 뿐이다.”라고 말하였다. 이러한 문제를 해결하기 위해 제작진들은 우아한 시체라고 불리는 생각 기법을 이용했다. 한 작가가 종이 위에 어떤 이야기를 시작하면 다른 작가에게 종이를 넘겨 이야기를 어떻게든 끝마쳐야 하는 것이다. 그러나 워드는 “그 이야기는 보통 형편없다.”라고 말했다. 또한 제작진들은 여러 종류의 이야기 기법을 실험하면서 새로운 등장인물을 고안하기로 결정하였다.
이번 시즌에서는 스토리보드 작가로 콜 산체스, 리베카 슈거, 톰 허피치, 스카일러 페이지, 아코 카스투에라, 제시 모이니핸, 윤대주(Bert Youn), 솜빌레이 제이어폰(Somvilay Xayaphone), 스티브 울프하드가 제작에 참여하였다.

## 방영 및 반응

### 시청자 수
2012년 4월 2일 방영한 첫 화 〈Hot to the Touch〉는 265만 5천 명의 시청자 수를 기록하며 268만 6천 명을 기록한 지난 시즌 첫 화에 비해 소폭 감소세를 보였다. 해당 에피소드는 2~11, 6~11, 9~14세 아동층과 동일한 나이의 소년층에서 시청률 1위를 기록하였다. 열여섯 번째 에피소드 〈Burning Low〉는 350만 4천 명이 시청하여 시즌 최고 시청률을 기록하였다. 2012년 10월 22일 방영한 마지막 화 〈The Lich〉는 258만 9천 명이 시청하였다.

### 평가 및 수상
《슬랜트 매거진》의 마이크 르슈발리에(Mike LeChevallier)는 이번 시즌에 4점 만점 중 4점을 주었다. 그는 등장인물들이 성장해가는 모습에 대해 칭찬하며 "현재 방영 중인 애니메이션 시리즈 중 최고"라고 언급하였다. 또한 작품에 "놀라울 정도로 결점이 없다"라고 말하기도 하였다.
총 4편이 에피소드가 애니상 후보에 지명되었다. 〈Princess Cookie〉는 최고의 어린이 TV 애니메이션 제작, 〈The Hard Easy〉는 TV 애니메이션 제작 디자인, 〈Lady & Peebles〉와 〈Goliad〉 함께 TV 애니메이션 제작 스토리보딩 부문에 후보에 올랐으나 수상에는 실패하였다.〈Card Wars〉는 골든 릴 어워드에서 최고 음향 편집 부문에서 수상하였다.

## 에피소드 목록
| 전체 번호 | 시즌 번호 | 제목 한국어판 제목                           | 감독                          | 작가                                       | 본 방송 날짜     | 한국 방송 날짜   | 제작 번호 | 시청자 수 (100만) |
| --- | --------- | -------------------------------------------- | ----------------------------- | ------------------------------------------ | ---------------- | ---------------- | --------- | ----------------- |
| 79 | 1         | "Hot to the Touch" "뜨거운 손길"             | 래리 레이클리터d 애덤 무토c   | 콜 산체스, 리베카 슈거                     | 2012년 4월 2일   | 2012년 11월 1일  | 1008-082  | 2.66              |
| 핀이 불꽃 공주에게 반해 그녀에 대해 알려고 하지만, 불꽃 공주가 갖고 있는 잠재적인 파괴력 때문에 어려움을 겪는다. |           |                                              |                               |                                            |                  |                  |           |                   |
| 80 | 2         | "Five Short Graybles" "다섯 가지 이야기"     | 래리 레이클리터d 네이트 캐시c | 톰 허피치, 스카일러 페이지, 콜 산체스      | 2012년 4월 9일   | 2012년 10월 31일 | 1008-079  | 정보 없음         |
| 미래에서 온 큐버라는 의문의 남자가 BMO, 핀과 제이크, 버블검 공주, 아이스킹, 울룩불룩의 짧은 이야기를 소개한다. |           |                                              |                               |                                            |                  |                  |           |                   |
| 81 | 3         | "Web Weirdos" "별난 거미 부부"               | 래리 레이클리터d 네이트 캐시c | 아코 카스투에라, 제시 모이니핸             | 2012년 4월 16일  | 2012년 11월 1일  | 1008-081  | 정보 없음         |
| 핀과 제이크가 거미줄에 갇히고, 사이가 좋지 않은 거미 부부에게 먹히지 않기 위해 둘을 화해시켜야 하는 상황이 오게 된다. |           |                                              |                               |                                            |                  |                  |           |                   |
| 82 | 4         | "Dream of Love" "꿈같은 사랑"                | 래리 레이클리터d 애덤 무토c   | 솜빌레이 제이어폰, 윤대주                  | 2012년 4월 23일  | 2012년 10월 31일 | 1008-080  | 정보 없음         |
| 코가손과 돼지 씨가 서로 사랑에 빠지지만, 둘의 과도한 애정 행각에 사람들이 불편해 하여 둘을 떼어 놓게 된다. |           |                                              |                               |                                            |                  |                  |           |                   |
| 83 | 5         | "Return to the Nightosphere" "밤의 영역으로" | 래리 레이클리터d 네이트 캐시c | 아코 카스투에라, 제시 모이니핸             | 2012년 4월 30일  | 2012년 11월 7일  | 1008-085  | 정보 없음         |
| 핀과 제이크가 기억을 잃은 채 밤의 영역에서 깨어난다. 둘은 지하 세계의 지도자인 마르셀린의 아빠를 찾아 나선다. |           |                                              |                               |                                            |                  |                  |           |                   |
| 84 | 6         | "Daddy's Little Monster" "아빠의 작은 괴물"  | 래리 레이클리터d 애덤 무토c   | 콜 산체스, 리베카 슈거                     | 2012년 4월 30일  | 2012년 11월 7일  | 1008-086  | 정보 없음         |
| 둘은 마르셀린의 아빠가 마르셀린을 사악한 악마로 만들었다는 것을 깨닫고 마르셀린을 구하려고 한다. |           |                                              |                               |                                            |                  |                  |           |                   |
| 85 | 7         | "In Your Footsteps" "흉내쟁이 곰"            | 래리 레이클리터d 네이트 캐시c | 톰 허피치, 스카일러 페이지                 | 2012년 5월 7일   | 2012년 11월 1일  | 1008-083  | 정보 없음         |
| 핀은 캔디 왕국의 파티에서 숲 속에서 나타난 곰과 친구가 된다. 그러나 제이크는 곰이 핀의 인격을 훔치려고 한다고 생각한다. 후반부에 곰이 자신이 영웅이 되고 싶자고 하자 핀이 영웅의 안내서인 엔카이리디언을 건네준다. 그러나 사실 곰이 리치에게 사로잡힌 달팽이의 명령을 받고 연기를 했다는 사실이 밝혀진다. |           |                                              |                               |                                            |                  |                  |           |                   |
| 86 | 8         | "Hug Wolf" "포옹 늑대"                       | 래리 레이클리터d 애덤 무토c   | 솜빌레이 제이어폰, 윤대주                  | 2012년 5월 14일  | 2012년 11월 1일  | 1008-084  | 정보 없음         |
| 포옹 늑대의 습격을 당한 핀이 늑대와 같이 몸이 변해버린다. |           |                                              |                               |                                            |                  |                  |           |                   |
| 87 | 9         | "Princess Monster Wife" "괴물 신부"          | 래리 레이클리터d 애덤 무토c   | 솜빌레이 제이어폰, 윤대주                  | 2012년 5월 28일  | 2012년 11월 7일  | 1008-088  | 정보 없음         |
| 밤 사이 공주들의 몸의 일부분이 사리지는 일이 일어나자 핀과 제이크가 조사에 나선다. 둘은 아이스킹이 조각을 모아 자신만의 공주를 만들었다는 사실을 깨닫게 된다. |           |                                              |                               |                                            |                  |                  |           |                   |
| 88 | 10        | "Goliad" "골리아드"                          | 래리 레이클리터d 네이트 캐시c | 톰 허피치, 스카일러 페이지                 | 2012년 6월 4일   | 2012년 11월 7일  | 1008-087  | 정보 없음         |
| 버블검 공주는 자신이 세상을 떠날 것이라는 두려움에, 불멸의 스핑크스인 골리아드를 만든다. |           |                                              |                               |                                            |                  |                  |           |                   |
| 89 | 11        | "Beyond This Earthly Realm" "영혼의 세계"    | 래리 레이클리터d 네이트 캐시c | 아코 카스투에라, 제시 모이니핸             | 2012년 6월 11일  | 2012년 11월 8일  | 1008-089  | 정보 없음         |
| 모험을 하던 도중 핀이 양 모양의 도자기를 만지자, 그 도자기 안에 갇혀버리게 된다. |           |                                              |                               |                                            |                  |                  |           |                   |
| 90 | 12        | "Gotcha!" "넘어왔다!"                        | 래리 레이클리터d 애덤 무토c   | 콜 산체스, 리베카 슈거                     | 2012년 6월 18일  | 2012년 11월 8일  | 1008-090  | 2.39              |
| 이성으로서의 남자에 대해 다룬 책을 쓰기 위해 울룩불룩 공주가 핀과 제이크의 밑에서 일을 하게 된다. |           |                                              |                               |                                            |                  |                  |           |                   |
| 91 | 13        | "Princess Cookie" "쿠키 공주"                | 래리 레이클리터d 네이트 캐시c | 톰 허피치, 스카일러 페이지                 | 2012년 6월 25일  | 2012년 11월 8일  | 1008-091  | 정보 없음         |
| 핀과 제이크가 베이비 스냅스라는 쿠키의 인질을 구출하기 위해 인질극 현장에 잠입한다. |           |                                              |                               |                                            |                  |                  |           |                   |
| 92 | 14        | "Card Wars" "카드 전쟁"                      | 래리 레이클리터d 애덤 무토c   | 솜빌레이 제이어폰, 윤대주                  | 2012년 7월 16일  | 2012년 11월 8일  | 1008-092  | 정보 없음         |
| 핀과 제이크가 카드 전쟁이라는 보드 게임을 하게 된다. 제이크가 게임에 너무 빠져들자 핀은 일부러 져 줄 생각을 한다. |           |                                              |                               |                                            |                  |                  |           |                   |
| 93 | 15        | "Sons of Mars" "화성의 자손"                 | 래리 레이클리터d 네이트 캐시c | 아코 카스투에라, 제시 모이니핸             | 2012년 7월 23일  | 2012년 11월 14일 | 1008-093  | 정보 없음         |
| 화성의 신이 매직 맨을 체포하기 위해 지구로 오자, 매직 맨은 제이크와 모습을 바꿔 제이크가 화성에 끌려가게 된다. |           |                                              |                               |                                            |                  |                  |           |                   |
| 94 | 16        | "Burning Low" "금지된 사랑"                  | 래리 레이클리터d 애덤 무토c   | 콜 산체스, 리베카 슈거                     | 2012년 7월 30일  | 2012년 11월 14일 | 1008-094  | 3.50              |
| 버블검은 불꽃 공주와 핀의 사랑이 지나치면 위험해지기 때문에 말리고 싶어하지만, 핀과 제이크는 버블검이 질투를 하는 것이라 오해한다. |           |                                              |                               |                                            |                  |                  |           |                   |
| 95 | 17        | "BMO Noire" "명탐정 비모"                    | 래리 레이클리터d 네이트 캐시c | 톰 허피치, 스카일러 페이지                 | 2012년 8월 6일   | 2012년 11월 14일 | 1008-095  | 정보 없음         |
| BMO가 핀의 잃어버린 양말을 찾으러 수사에 나선다. |           |                                              |                               |                                            |                  |                  |           |                   |
| 96 | 18        | "King Worm" "왕벌레와 꿈"                    | 래리 레이클리터d 애덤 무토c   | 스티브 울프하드, 솜빌레이 제이어폰, 윤대주 | 2012년 8월 13일  | 2012년 11월 14일 | 1008-096  | 정보 없음         |
| 핀과 제이크가 왕벌레에 의해 이상한 꿈을 꾸게 된다. |           |                                              |                               |                                            |                  |                  |           |                   |
| 97 | 19        | "Lady, Peebles" "무지개콘과 버블검"          | 래리 레이클리터d 애덤 무토c   | 콜 산체스, 리베카 슈거                     | 2012년 8월 20일  | 2012년 11월 15일 | 1008-098  | 2.75              |
| 버블검 공주와 무지개콘이 없어진 핀과 제이크를 찾으러 길을 떠난다. |           |                                              |                               |                                            |                  |                  |           |                   |
| 98 | 20        | "You Made Me" "네가 날 만들었잖아"           | 래리 레이클리터d 네이트 캐시c | 톰 허피치, 제시 모이니핸                   | 2012년 8월 27일  | 2012년 11월 15일 | 1008-099  | 정보 없음         |
| 레몬 백작이 밤마다 캔디 왕국을 훔쳐보며 백성들을 노리자 버블검 공주는 펍 갱을 보낸다. 그러나 레몬 백작은 마음에 들지 않았고, 결국 버블검은 레몬 백작의 쌍둥이를 만들어 준다. |           |                                              |                               |                                            |                  |                  |           |                   |
| 99 | 21        | "Who Would Win" "과연 누가 이길까"           | 래리 레이클리터d 네이트 캐시c | 아코 카스투에라, 제시 모이니핸             | 2012년 9월 3일   | 2012년 11월 15일 | 1008-097  | 정보 없음         |
| 핀과 제이크가 농장이라는 이름의 괴물과 싸우지만, 결국에는 둘이 서로 싸우게 되고 만다. |           |                                              |                               |                                            |                  |                  |           |                   |
| 100 | 22        | "Ignition Point" "암살 음모"                 | 래리 레이클리터d 애덤 무토c   | 솜빌레이 제이어폰, 윤대주                  | 2012년 9월 17일  | 2012년 11월 21일 | 1008-101  | 2.26              |
| 불꽃 공주의 부탁을 들어주기 위해 핀과 제이크가 불꽃 왕국에 잠입한다. 그곳에서 불꽃 왕을 암살하려는 음모를 듣고 그 뒤를 쫓게 된다. |           |                                              |                               |                                            |                  |                  |           |                   |
| 101 | 23        | "The Hard Easy" "쉽지 않은 일"               | 래리 레이클리터d 네이트 캐시c | 톰 허피치, 스카일러 페이지                 | 2012년 10월 1일  | 2012년 11월 15일 | 1008-100  | 2.64              |
| 우비우 주민이 핀과 제이크에게 자신들의 천적인 거대 개구리로부터 보호해달라고 요청한다. |           |                                              |                               |                                            |                  |                  |           |                   |
| 102 | 24        | "Reign of Gunters" "정복자 건터"             | 래리 레이클리터d 네이트 캐시c | 아코 카스투에라, 제시 모이니핸             | 2012년 10월 8일  | 2012년 11월 21일 | 1008-102  | 1.85              |
| 소원비는 눈알을 찾아낸 건터가 자신의 복제를 만들어내 캔디 왕국을 점령하려고 하게 된다. |           |                                              |                               |                                            |                  |                  |           |                   |
| 103 | 25        | "I Remember You" "널 기억 못 할 때"          | 래리 레이클리터d 애덤 무토c   | 콜 산체스, 리베카 슈거                     | 2012년 10월 15일 | 2012년 11월 21일 | 1008-103  | 2.54              |
| 아이스킹과 마르셀린이 함께 노래를 만들며, 마르셀린은 아이스킹의 기억을 되찾게 하려고 한다. |           |                                              |                               |                                            |                  |                  |           |                   |
| 104 | 26        | "The Lich" "돌아온 리치"                     | 래리 레이클리터d 네이트 캐시c | 톰 허피치, 스카일러 페이지                 | 2012년 10월 22일 | 2012년 11월 21일 | 1008-104  | 2.59              |
| 리치가 나오는 악몽을 꾼 핀은 제이크와 함께 리치를 찾아가게 된다. |           |                                              |                               |                                            |                  |                  |           |                   |

- ^d 감독(Director)
- ^c 크리에이티브 감독(Creative director)

## 홈 미디어
| 《Adventure Time: The Complete Fourth Season》                                                                      | | | |
| 세부 정보 | 세부 정보 | 특별 부록 | 특별 부록 |
| - 에피소드 26편 - 디스크 2개 구성(DVD) / 디스크 1개 구성(블루레이) - 1.78:1 종횡비 - 영어 자막 - 돌비 스테레오 지원 | - 에피소드 26편 - 디스크 2개 구성(DVD) / 디스크 1개 구성(블루레이) - 1.78:1 종횡비 - 영어 자막 - 돌비 스테레오 지원 | - 제작진들이 전하는 모든 에피소드에 대한 코멘터리 - 펜들턴 워드, 리베카 슈거, 톰 허피치, 콜 산체스, 제시 모이니핸, 아코 카스투에라, 네이트 캐시(Nate Cash), 앤디 리스타이노 출연 - “Distant Bands: The Music of Adventure Time” 영상 펜들턴 워드, 리베카 슈거, 패트릭 맥헤일(Patrick McHale), 제시 모이니핸 출연 | - 제작진들이 전하는 모든 에피소드에 대한 코멘터리 - 펜들턴 워드, 리베카 슈거, 톰 허피치, 콜 산체스, 제시 모이니핸, 아코 카스투에라, 네이트 캐시(Nate Cash), 앤디 리스타이노 출연 - “Distant Bands: The Music of Adventure Time” 영상 펜들턴 워드, 리베카 슈거, 패트릭 맥헤일(Patrick McHale), 제시 모이니핸 출연 |
| 발매 날짜 | | | |
| 지역 코드 1 | 지역 코드 4 | 지역 코드 A | 지역 코드 B |
| 2014년 10월 7일 | 2014년 11월 12일 | 2014년 10월 7일 | 2014년 11월 12일 |